# Apatridie au Liban
Un apatride est, selon l’article premier de la Convention de New York relative au statut des apatrides du 28 septembre 1954, « toute personne qu'aucun État ne considère comme son ressortissant par application de sa législation ».
Au Liban, l’apatridie est un phénomène intimement lié à l’histoire de la création de l’État libanais, mais aussi à son statut de pays d’accueil pour les réfugiés fuyant les différents conflits qui ont éclaté au Moyen-Orient.
Bien que leur nombre soit extrêmement difficile à évaluer, les apatrides se comptent par dizaines de milliers au Liban, et présentent des origines et des profils très variés. Par son histoire marquée par l’accueil de plusieurs populations de réfugiés (Arméniens et Chrétiens de l’Empire Ottoman, Palestiniens et aujourd’hui Syriens), le Liban a dès sa création été confronté à l’apatridie liée à un contexte migratoire. Le lien entre équilibre démographique et répartition des pouvoirs entre les différentes communautés confessionnelles est également un puissant facteur d’exclusion de certains groupes, privés de la nationalité libanaise, produisant des situations d’apatridie in situ.

## Apatridiein situ
Les apatrides libanais, ou apatrides d’origine (ou d’ascendance) libanaise, sont des personnes qui ne détiennent pas la nationalité libanaise, bien qu’ils entretiennent des liens très étroits avec le Liban, pays qu’ils considèrent comme celui auquel ils appartiennent. Ils ont vécu une majorité de leur vie, si ce n’est toute leur vie, au Liban, pays où résidaient leurs parents et leurs ancêtres, que ces derniers aient la nationalité libanaise ou soient eux-mêmes apatrides.
Les apatrides libanais trouvent l’origine de leur statut dans la négligence ou l’ignorance de leurs parents qui n’ont pas enregistré leur naissance, ou dans le fait qu’un parent (le plus souvent le père, la mère libanaise ne pouvant pas transmettre sa nationalité à ses enfants) ou les deux soient eux-mêmes apatrides.
Plus généralement, les apatrides libanais sont des personnes qui pourraient obtenir la citoyenneté de leur pays de résidence, le Liban, selon la loi sur la nationalité libanaise, mais en sont exclues pour un certain nombre de raisons.

### Ampleur du phénomène
En l’absence de recensement officiel depuis le dernier réalisé en 1932 par les autorités du Mandat français, le nombre d’apatrides d’origine libanaise vivant au Liban est très difficile à évaluer. Une première étude de l’ONG libanaise Frontiers Ruwad Association, datant de 2011, estimait leur nombre entre 80 000 et 200 000, en excluant les réfugiés palestiniens apatrides de cette estimation.
Dans une étude menée en 2012 auprès de mille familles libanaises comportant au moins un membre apatride, la même ONG a donné une nouvelle estimation de cette population, l’évaluant à 60 000 personnes.
Dans leur étude de 2013, Dawn Chatty (en), Nisrine Mansour et Nasser Yassin estiment qu’entre 100 000 et 150 000 Bédouins vivent au Liban, principalement dans la plaine de la Bekaa. Sur ce nombre, les deux tiers – soit jusqu’à 100 000 personnes – ne détiendraient pas de la nationalité libanaise et seraient apatrides,,.
Il y aurait entre 3 000 et 5 000 Kurdes apatrides au Liban aujourd’hui. Selon le Département d’État des États-Unis, sur une population de 10 000 Kurdes vivant au Liban, environ 1 500 sont privés de la nationalité libanaise.
Les Doms libanais forment un autre groupe qui a longtemps été exclu de la nationalité libanaise. Bien que la majorité d’entre eux l’aient obtenue grâce au décret de naturalisation de 1994, une étude des associations Terre des Hommes et Tahaddi menée auprès de 206 foyers doms (soit 1 161 individus) en 2011 a montré qu’un cinquième d’entre eux étaient apatrides, alors que la population dom représente 3 112 individus à Beyrouth et au Sud-Liban. Une étude plus récente, menée à Hay el-Gharbeh, au sud de Beyrouth, à l'automne 2019, par l'association Tahaddi, a montré qu'environ 40 % des Doms vivant dans ce quartier étaient apatrides. Cette étude a été menée auprès de 897 foyers, avec 897 répondants qui ont donné des informations sur un total de 3 843 personnes vivant dans ce quartier.
L’UNHCR se contente d’évoquer des « dizaines de milliers » d’apatrides résidant au Liban, prenant acte du manque cruel de statistiques à leur égard.
La population de Wadi Khaled, dans la région du Akkar, à proximité de la frontière libano-syrienne, a longtemps été apatride, avant d’être quasiment entièrement naturalisée par le décret de 1994. Aujourd’hui, il ne reste que « quelques centaines » de personnes apatrides dans cette région, qui ne représentent qu'à peine 1 % de la population recensée dans le rapport de Search for Common Ground.
Sans citer de sources, dans une interview de l’activiste libanaise pour les droits des femmes Lina Abou Habib, le journal OZY donnait en 2019 le chiffre d’environ 80 000 apatrides libanais, « à ne pas confondre avec les réfugiés syriens nés sans papiers ou les Palestiniens qui n’ont toujours pas de pays ». Le chiffre de « 100 000 petits Libanais apatrides » est également avancé par L’Orient-Le Jour en 2016, semblant se concentrer sur les mineurs frappés d’apatridie, sans pour autant donner de sources.
Il y aurait entre 18 000 et 24 000 apatrides libanais vivant encore avec le statut « En cours d’étude » après le décret de naturalisation de 1994, selon Samira Trad, responsable du programme de soutien légal des apatrides au sein de Frontiers Ruwad.
Dans un rapport de 2019, intitulé The Plight of the Rightless. Mapping and Understanding statelessness in Tripoli, l’association libanaise MARCH Lebanon a réévalué ces chiffres potentiellement surestimés. À partir d’un sondage réalisé auprès des apatrides d’origine libanaise vivant dans la ville de Tripoli, l’ONG a comptabilisé 1 400 personnes dépourvues de nationalité, et évalue le nombre d’apatrides libanais à 27 000 personnes sur l’ensemble du territoire libanais.
Comme le remarque le rapport de MARCH, ces chiffres, de même que ceux qui tentent d’estimer la population des réfugiés palestiniens et syriens dans le pays, sont sujets à des surestimations ou des sous-estimations liées à des stratégies politiques des acteurs libanais.

### Catégories d’apatrides libanais
Le rapport The Plight of the Rightless distingue trois catégories différentes d’apatrides libanais.
Premièrement, une personne non-enregistrée (« ghayr mousajjal », غير مسجل) est définie comme une personne née d'un père libanais et dont la naissance n'a été enregistrée par aucun de ses parents. Les personnes non-enregistrées n'ont pas de dossier de statut personnel. Cependant, elles peuvent déposer une action en justice pour enregistrement tardif de la naissance afin d'obtenir la nationalité libanaise, une fois que tous les documents requis sont disponibles. Les enfants illégitimes de parents libanais sont également inclus dans cette catégorie. Les personnes non enregistrées représentent la majorité des apatrides libanais.
« Maktoum al-Qayd » (MAQ, مكتوم القيد) désigne une personne née de père apatride ou de parents inconnus, d'origine libanaise ou non, mais résidant au Liban depuis longtemps. Les personnes MAQ n'ont pas de papiers d'identité et ne sont pas inscrites dans les recensements officiels libanais, ce qui rend leur nationalité inconnue. Elles n'ont donc aucun lien avec le Liban ni avec leur pays d'origine. Il peut s'agir d'enfants de pères non enregistrés, ayant des grands-parents ou arrière-grands-parents libanais, mais n'ayant aucune preuve de leur ascendance libanaise. Les enfants abandonnés sont également inclus dans cette catégorie.
Les personnes « En cours d’étude » (« Qayd ad-Dars », جنسية قيد الدرس) sont une catégorie qui se réfère aux personnes de nationalité indéterminée qui ont reçu le statut « En cours d’étude » par la Direction générale de la Sûreté Générale libanaise. Ces personnes n’ont été comptabilisées ni dans le recensement de 1932 ni dans aucune initiative statistique ultérieure au Liban. En tant que telles, elles ont initialement reçu des cartes officielles mentionnant qu'elles étaient de « nationalité indéterminée ». Après l'entrée en vigueur de la Loi du 10 juillet 1962 réglementant l'entrée, la résidence et la sortie du Liban, ces cartes ont été remplacées par des cartes de résidence indiquant que la nationalité de leurs titulaires est à l’étude. Ainsi, la catégorie des personnes « En cours d’étude » offre un statut légal mais ne confère pas la pleine citoyenneté. Les personnes « En cours d’étude » sont considérées comme des étrangers. Elles sont tenues de demander une carte de séjour spéciale pour un ou trois ans en contrepartie d'une taxe annuelle de 200 $. Toutefois, les conjoints et les enfants « En cours d’étude » de femmes libanaises sont exemptés de cette taxe annuelle. Le statut « En cours d’étude » est héréditaire et hérité du père à la naissance.

### Origines de l’apatridie in situ au Liban

#### Origines historiques du phénomène
Le principe de nationalité est introduit au Liban dans la deuxième moitié du XIXe siècle, avec l’adoption de la loi sur la nationalité ottomane du 19 janvier 1869, qui l’accorde aux sujets de l’Empire ottoman, dans le cadre des Tanzimat.
Après la victoire des Alliés à la fin de la Première Guerre mondiale et le démembrement de l’Empire ottoman, l’État du Grand Liban est créé par le Décret no 318 du Haut-Commissaire français, le général Henri Gouraud, le 31 août 1920, sous Mandat de la Société des Nations accordé à la France.
Un premier recensement de la population du Grand Liban est réalisé par les fonctionnaires du Mandat en mars 1921. Des cartes d’identité prouvant la nationalité libanaise sont distribuées aux personnes qui répondent à ce recensement, le décret 1307 du 10 mars 1922 déclarant que tous les individus enregistrés seraient reconnus comme libanais et seraient ainsi éligibles pour participer à des élections.
Le traité de Lausanne, signé le 24 juillet 1923, dispose dans son article 30 que « Les ressortissants turcs [c’est-à-dire ottomans] établis sur les territoires qui, en vertu des dispositions du présent traité, sont détachés de la Turquie, deviendront, de plein droit et dans les conditions de la législation locale, ressortissants de l’État auquel le territoire est transféré ». Les personnes résidant sur le territoire du Grand-Liban à cette date obtiendront donc ipso facto la nationalité libanaise, ce qui relève d’une logique de droit du sol, ou jus solis.
La nationalité libanaise est légalement créée le 30 août 1924 par l’arrêté no 2825 du Haut-Commissaire Maxime Weygand, pris en application du Traité de Lausanne, qui déclare que « toute personne qui était un sujet turc [c'est-à-dire ottoman] et qui résidait dans les territoires du Liban le 30 août 1924 est confirmée comme sujet libanais et est désormais considérée comme ayant perdu la citoyenneté turque [c'est-à-dire ottomane]».
De nombreuses personnes ne se sont pas inscrites au premier recensement de 1921, et n’ont pas pu ou n’ont pas voulu prouver leur résidence sur le territoire du Grand-Liban au 30 août 1924. Ces personnes ont donc perdu leur nationalité ottomane, sans pour autant acquérir la nationalité libanaise (ni de carte d’identité), alors qu’ils résidaient au Liban à cette date. Ce phénomène a été à l’origine d’une première vague d’apatrides libanais.
L’arrêté no 2825 est complété par l’arrêté 15/S du Haut-Commissaire Maurice Sarrail, du 19 janvier 1925, selon lequel « l’individu dont le père est libanais est lui-même libanais. La femme libanaise ne transmet pas la nationalité à ses enfants, sauf exception. Pour être naturalisé(e), l’étranger(-ère) doit être marié(e) à un(e) Libanais(e), avoir résidé au moins cinq ans au Liban ou avoir rendu des services exceptionnels à la Nation. Toutefois, la naturalisation est soumise à l’accord préalable de l’État, sauf pour la femme étrangère qui épouse un Libanais ».
La constitution libanaise, adoptée le 23 mai 1926, précise dans son article 6, du chapitre II « Des Libanais, de leurs droits et de leurs devoirs », que « La nationalité libanaise, la manière dont elle s'acquiert, se conserve et se perd, seront déterminées par la loi ». Cette « Loi sur la nationalité libanaise » est définie par l’arrêté 15/S du Haut-Commissaire du 19 janvier 1925. Elle est toujours en vigueur aujourd’hui, et a fait l’objet de plusieurs amendements, en 1934, 1939 et 1960.
Deux lois sont votées par la Chambre des Députés, le 17 novembre et le 19 décembre 1931, afin d’organiser un second recensement de la population de la République libanaise au début de l’année 1932. Le résumé de ce recensement est publié dans le numéro 2718 du Journal Officiel du 10 octobre 1932.
Ce deuxième recensement a permis de naturaliser plus de 200 000 personnes, dont la majorité étaient des chrétiens, grâce à l’article 13 du décret no 8837 du 15 janvier 1932, qui dispose que « Les réfugiés des territoires turcs tels que les Arméniens, les Syriaques, les Chaldéens et les membres des églises grecques catholiques et orthodoxes, ou d'autres personnes qui sont d'origine turque, seront comptés comme Libanais à condition qu'ils aient été trouvés sur les territoires libanais le 30 août 1924 selon le Règlement 2825 ».
L’article 12 du décret no 8837 requiert que les personnes qui répondent à ce nouveau recensement doivent pouvoir prouver qu’ils résident « normalement » plus de six mois par an sur le territoire libanais afin d’être reconnus comme libanais. De fait, de nombreux Bédouins sunnites se déplaçant de manière saisonnière entre la plaine de la Bekaa et la Syrie, ont été exclus de la nationalité libanaise à cause de ce décret. « En 1920, les nomades formaient encore 30 % de la population syrienne et moins de 10 % au Liban. Une partie de ces centaines de milliers de personnes circulait entre les deux États en formation ».
Le décret no 8837 spécifie que les personnes qui ne peuvent pas prouver leur résidence sur le territoire libanais au 30 août 1924, ou qui ne peuvent pas présenter une carte d’identité – telle que celles distribuées après le recensement de 1921 – seront comptées comme « étrangères ». Elles sont enregistrées comme n’ayant pas de nationalité, c’est-à-dire comme apatrides, les « étrangers » représentent plus de 60 000 personnes dans le recensement de 1932.
Plusieurs groupes avaient appelé au boycott du recensement de 1921 afin de s’opposer à l’entreprise coloniale française au Levant. C’est le cas d’habitants des régions sud et nord du Liban, majoritairement musulmanes, qui n’ont donc pas pu prouver leur résidence au 30 août 1924, et donc ont été enregistrées comme « étrangères » dans le recensement de 1932. De même, de nombreux Bédouins qui avaient combattu les troupes françaises à Marjayoun et Rayak en 1920, ont refusé de reconnaître la légitimité du mandat français sur le Liban. C’est en opposition à cette présence coloniale qu’une majorité a refusé les entreprises de recensement et de naturalisation, et ont donc été exclus de la nationalité libanaise, créant une importante vague d’apatrides.
Alors que les réfugiés de confession chrétienne étaient spécifiquement mentionnés dans le décret no 8837, et déclarés éligibles à la nationalité libanaise, les réfugiés musulmans, comme les Kurdes qui ont fui la Turquie au milieu des années 1920, se sont vus interdits d’être comptabilisés comme libanais, et une majorité d’entre eux sont ainsi devenus apatrides.
Les personnes enregistrées comme « étrangères » dans le recensement de 1932 se sont vues catégorisées comme étant de « nationalité indéterminée », et ont reçu une carte d’identification spécifique à ce statut. Ces personnes pouvaient lancer une procédure légale afin d’obtenir la nationalité libanaise jusqu’en 1958, mais nombre d’entre elles se sont abstenues de le faire pour plusieurs raisons. Parmi celles-ci, on peut citer la peur d’être enrôlé par l’armée libanaise et de devoir réaliser leur service militaire ; le fait que plusieurs étaient entrés de manière illégale au Liban, et craignaient de devoir faire face aux autorités et à la justice ; mais aussi le manque d’informations générale sur les droits et devoirs liés à ce statut de « nationalité indéterminée ».
Le décret no 10188, réglementant l'entrée et le séjour des étrangers au Liban ainsi que leur sortie du pays, est promulgué le 28 juillet 1962. C’est à la suite de ce décret que le ministère de l’Intérieur a émis des instructions visant à réglementer le séjour des différentes catégories d’étrangers au Liban. Les services de la Sécurité Générale libanaise ont par la suite créé des registres spécifiques, ainsi que la catégorie et le statut de « nationalité en cours d’étude ». On trouve également les appellations « Nationality under study », « under consideration » ou « under review » en anglais. En arabe, on parle de « Jinsiyya Qayd ad-Dars » (جنسية قيد الدرس). Ce nouveau statut remplace la catégorie de « nationalité indéterminée », les détenteurs de cette carte se voient attribuer par la Sécurité Générale de nouvelles cartes portant la mention « Nationalité en cours d’étude ».
Selon Youmna Makhlouf, le remplacement des cartes de « nationalité indéterminée » par des cartes « En cours d’étude » étaient des pratiques mises en place à partir de 1962 par la Sécurité Générale, et qui n’étaient encadrées par aucune loi. Cependant, Chatty (en) explique que la catégorie « En cours d’étude » a été créée par une loi libanaise votée en 1958, et notamment destinée à changer le statut des Bédouins qui avaient été enregistrés comme n’ayant pas de nationalité (Maktoum al-Qayd) à la suite du recensement de 1932.
Makhlouf considère la création de la catégorie « En cours d’étude » par l’administration (ici la Sécurité Générale) comme une entorse contre la législature libanaise et contre la Loi sur la nationalité libanaise de 1925. Certes, ce nouveau statut permet une reconnaissance officielle et légale de ces personnes, dont la nationalité est « en cours d’étude » par les services de l’État, et leur offre un certain nombre de droits économiques et sociaux, notamment le droit de travailler dans le secteur formel ou de posséder des biens mobiliers. Cependant, les services de l’État libanais ont laissé les personnes dans ce statut « En cours d’étude », censé être provisoire, pendant des décennies, sans que la situation ne se débloque pour eux. De plus, ce statut prive ces personnes des clauses 2 et 3 de l’Article premier de la Loi sur la nationalité libanaise de 1925. La première déclarait libanaise toute personne née dans le territoire du Grand-Liban et dont il était prouvé qu’aucune autre nationalité ne lui avait été accordée à la naissance. La seconde déclarait libanaise toute personne née dans le territoire du Grand-Liban de parents inconnus ou de parents dont la nationalité est inconnue.
Au contraire, il est aujourd’hui impossible d’enregistrer un enfant né d’un père dont la nationalité est « En cours d’étude », même si la mère possède la nationalité libanaise. L’enfant obtiendra ainsi, lui aussi, la catégorie « En cours d’étude », un statut qui est héréditaire, et sera privé de la nationalité libanaise.
Puisqu’aucune loi n’encadrait le remplacement des cartes « Nationalité indéterminée » par des cartes « En cours d’étude » par les services de la Sécurité Générale, le ministre de l’Intérieur de l’époque a souhaité mettre un terme à ces pratiques. Il rend deux décisions, une première le 29 avril 1970 (no 3204), et une seconde le 2 juin 1970, qui ordonnent à la Sécurité Générale d’arrêter ce processus de remplacement. Depuis cette date, ce statut n’a été donné qu’à des enfants nés de père dont la « nationalité en cours d’étude ».
La loi no 68 de 1967 déclare que le Tribunal de Première Instance est la cour compétente pour juger les affaires concernant les apatrides cherchant à obtenir la nationalité libanaise. Cependant, cette loi ne donne aucune définition claire et précise de ce qu’est un « apatride » aux yeux du système judiciaire libanais.

#### Populations spécifiquement touchées par l’apatridie in situ

##### Les Doms
Les Doms forment une population particulièrement marginalisée et discriminée au Liban, où ils sont désignés par le qualificatif péjoratif « Nawar », bien que leur présence dans le pays remonte à plusieurs siècles. Ils forment une communauté à part mais qui n’est pas reconnue par l’État libanais, ils sont majoritairement musulmans. Cet éloignement des autorités libanaises et l’entre-soi pratiqué par cette communauté a longtemps été un facteur d’exclusion de ses membres de la nationalité libanaise. Communauté nomade, à l’image des Bédouins, nombreux sont les Doms qui ont échappé aux différentes entreprises de recensement de la population conduites sous le Mandat français, ils seront également nombreux à se voir accorder le statut de « nationalité en cours d’étude ». Malgré une naturalisation massive, accordée à une majorité des Doms à la suite du décret de 1994, nombreux sont ceux qui sont toujours apatrides aujourd’hui. Dans l’étude de Terre des Hommes, 72 % des répondants avaient la nationalité libanaise, acquise par le décret de naturalisation de 1994. 15,9 % des répondants n’avaient pas de nationalité, et 5,7 % avaient le statut « En cours d’étude ». La population Dom de Beyrouth et du Sud-Liban est estimée à 3 112 individus, et environ un cinquième de cette population est apatride. Ce rapport ne se concentre que sur ces deux régions, et ne mentionne pas les Doms de la Bekaa ou d’autres régions libanaises, ce qui laisse penser que le nombre de Doms apatrides est encore plus élevé.
Plusieurs femmes Doms ont été enregistrées comme « célibataires » lors du décret de naturalisation de 1994, et la femme libanaise ne pouvant transmettre sa nationalité à ses enfants, nombreux sont ces derniers qui sont désormais considérés comme « Maqtoum al-Qayd ».
Parmi les raisons qui expliquent la persistance de l’apatridie chez les Doms, le recours à des sages-femmes et les accouchements à la maison, ainsi que des taux élevés d’analphabétisme des parents sont autant de freins à l’enregistrement des naissances. Cela forme un cercle vicieux, puisque le non-enregistrement des naissances laisse les enfants Doms apatrides, ils ne peuvent pas passer d’examens et ont des niveaux d’éducation peu élevés, voire ne vont pas du tout à l’école (comme c’est le cas pour 77 % des enfants âgés de 4 ans).

##### Les Arabes, ou Bédouins, de Wadi Khaled
Les Arabes de Wadi Khaled, ou Bédouins de Wadi Khaled, est une population d’origine bédouine, de confession sunnite. Elle vit dans la région de Wadi Khaled, formée de 23 villages appartenant au gouvernorat du Akkar, à proximité de la frontière nord du Liban. Les Arabes de Wadi Khaled ont longtemps été apatrides, puisque les membres de cette tribu bédouine avaient échappé au recensement de 1932. Plusieurs récits cohabitent sur cet épisode historique. De nombreux membres de cette tribu étaient analphabètes et ont pris les agents de recensement français pour des fonctionnaires ottomans, comme l’explique un chef tribal dans une interview publiée par le journal Los Angeles Times en 1989. Par crainte d’être enrôlés dans l’armée ottomane, ne sachant pas que celle-ci n’exerçait plus aucun pouvoir au Levant à cette époque, les Bédouins de Wadi Khaled se sont cachés pour échapper au recensement. Jamil Mouawad met en lumière deux autres récits. Selon un premier, les habitants de Wadi Khaled ne se sont pas inscrits aux différents recensements du Mandat français par peur de voir les jeunes recrutés dans l’armée française. « Selon un autre récit, les autorités du Mandat les auraient délibérément exclus du recensement en raison de leur résistance à la présence coloniale française et de leur volonté de rejoindre la révolution arabe. Quoi qu’il en soit, ils n’ont pas obtenu la nationalité libanaise, sauf 5 % d’entre eux, qui s’étaient inscrits dans les registres du recensement ».
Dès les années 1950 et 1960, alors que cette communauté se sédentarise progressivement, la privation de la nationalité libanaise devient un frein à l’accès à la propriété privée pour les Arabes de Wadi Khaled. Ces derniers se mettent à réclamer la nationalité libanaise auprès de l’État, qui la leur refuse, au point de mener des manifestations qui seront réprimées par un bombardement de l’armée libanaise en 1964. Si certains réussissent à obtenir le statut « En cours d’étude », l’ancien député sunnite du Akkar, Jamil Ismail, explique que jusqu’à 2 000 personnes détenaient de faux papiers d’identité.
L’expression « Arabes de Wadi Khaled » est utilisée en 1974, lorsque six parlementaires libanais rédigent une proposition de loi, rejetée par le Parlement, qui cherche à leur accorder la nationalité libanaise. Cette locution traduit le caractère étranger donné à cette population, qui n’est pas considérée comme proprement libanaise, notamment en raison de sa localisation à la frontière syro-libanaise, région dans laquelle l’appartenance à telle ou telle entité nationale est difficile à établir, selon le « principe d’incertitude » qu’a mis en évidence Élisabeth Picard. Les 20 000 habitants de Wadi Khaled se voient octroyés la nationalité libanaise par le décret de naturalisation de 1994. Mathieu Karam, dans le quotidien libanais francophone L’Orient-Le Jour, avance le chiffre « d’une dizaine de milliers » de naturalisés parmi cette communauté tribale sunnite. Bien qu’ils fussent nombreux à détenir des cartes « Qayd ad-Dars », les autorités libanaises considèrent davantage que cette nationalité leur a été donnée plutôt que rendue.
Le décret de naturalisation de 1994 est devenu effectif pour les Arabes de Wadi Khaled dix ans plus tard, en 2004. Depuis, il ne reste que « quelques centaines » de personnes apatrides dans cette région aujourd’hui, pour plusieurs raisons. Malgré ce décret, certains dossiers de naturalisation n’ont pas été remplis correctement par les fonctionnaires, ou certains parents n’ont pas pu enregistrer leurs enfants (lorsqu’ils étaient détenus en prison par exemple). De plus, certaines personnes n’ont pas cru les représentants de l’État et les politiciens libanais, et ne se sont simplement pas inscrits pour bénéficier de ce décret.

##### Les Bédouins de la Bekaa
Les Bédouins en général, y compris ceux qui vivent dans la plaine de la Bekaa, ont un profil et une histoire similaire aux Arabes de Wadi Khaled. De la même manière, ils sont majoritairement sunnites, et ont échappé au recensement de 1932, par refus de la présence coloniale française ou par peur du service militaire. Avec la sédentarisation et le besoin d’acheter des terres pour leurs activités agricoles et pastorales, l’apatridie est devenue un réel problème pour ces communautés, comme le clan des al-Hrouk ou la tribu des Abu ‘Eïd. Celle-ci représente 40 000 à 50 000 personnes, dont 25 000 vivent dans la Bekaa, notamment aux alentours de Kfar Zabad. Certains membres ont pu obtenir des cartes « En cours d’études » dans les années 1960, avant que le décret de 1994 n’ouvre la naturalisation à des milliers de Bédouins. Même si certains ne se sont pas présentés aux autorités, ne les croyant pas, nombreux sont ceux qui ont obtenu la nationalité libanaise à ce moment. Cependant, la nationalité libanaise a été refusée aux enfants des Bédouins, les autorités leur assurant qu’ils seraient naturalisés par la suite,. Ceci n’a jamais eu lieu, et aujourd’hui les enfants et petits-enfants des naturalisés de 1994 se retrouvent dans une situation d’apatridie. C’est ce qui explique que sur les 100 000 ou 150 000 Bédouins qui vivent aujourd’hui au Liban, environ les deux tiers n’ont pas la nationalité libanaise et sont apatrides.

##### Les Turkmènes
De la même manière que les Bédouins, les Turkmènes ont longtemps été exclus de la nationalité libanaise. Cette communauté est elle aussi relativement marginalisée et délaissée par l’État libanais. Ces groupes sont principalement localisés dans la région du Akkar et dans la plaine de la Bekaa, particulièrement autour de la ville de Baalbek. Ainsi, la population turkmène de Nananiye, à proximité de Douris, dans la périphérie de Baalbek, représente 800 individus. Tous sont des Turkmènes sunnites, et ont obtenu la nationalité libanaise en 1994 par le décret de naturalisation no 5247. De nombreux autres Turkmènes de la région de Baalbek n’ont été naturalisés libanais qu’en 1994, ce qui explique que de nombreux villages turkmènes (Sheymiye, Nananiye, Addus, Hadidiye) ne soient pas officiellement enregistrés. Ces villages n’existent pas légalement aux yeux de l’État libanais, et on ne trouve pas d’autorités administratives comme les Mukhtars.
La communauté turkmène représenterait aujourd’hui 18 500 personnes au Liban, selon Jana Jabbour, d’après un entretien avec l’ancien ambassadeur turc à Beyrouth, Inan Özyildiz, tandis que certaines estimations vont jusqu’à 30 000 voire 40 000 personnes.
Il n’existe pas de rapports et encore moins de statistiques officielles sur le nombre de Turkmènes vivant au Liban, et encore moins sur le nombre de ces personnes qui sont toujours frappées par l’apatridie. Cependant, l’obtention de la nationalité reste un enjeu de pouvoir jusqu’à aujourd’hui. Depuis quelques années la Turquie s’est lancée dans une politique de naturalisation des personnes d’ascendance ou d’origine turques vivant au Liban, parmi lesquelles sont compris les Turkmènes. Jusqu’en 2019, presque 18 000 personnes avaient fait une demande au Liban pour obtenir la nationalité turque, et un peu plus de 9 600 l’ont obtenue.
La Turquie, par le biais de son agence de coopération TIKA, a mis en place plusieurs programmes de développement dans le Akkar, notamment dans les villages turkmènes de Kouachra (en) et Aïdamoun (en), délaissés par l’État libanais, dans un objectif affiché de clientéliser ces populations aux origines turques, et ainsi en faire un relai d’influence de sa diplomatie au Liban,. Cela passe par exemple par la mise à disposition de tests ADN gratuits qui visent à prouver les origines turques des habitants de ces villages, afin de susciter une prise de conscience identitaire et de ressusciter leur sentiment d’appartenance ethnique à la Turquie,.
Lors d’une visite au port de Beyrouth le 8 août 2020, après la double explosion qui l’a ravagé, le ministre des Affaires étrangères turques a ainsi déclaré que le président Reycep Tayyip Erdogan voulait donner la nationalité turque à toute personne turkmène qui en fait la demande. Mevlut Cavusoglu a ainsi déclaré : « Nous sommes également solidaires de nos proches, les Turcs et les Turkmènes au Liban et dans le monde entier. Nous accorderons la citoyenneté turque à nos frères dans la mesure où ils affirment être turcs et turkmènes et expriment leur désir de devenir citoyens ». Selon certaines sources, les autorités turques auraient déjà proposé aux Turkmènes du Liban d'obtenir la nationalité turque en 2011, à la suite de la visite de Reycep Tayyip Erdogan dans les villages turkmènes du Akkar. On ne connaît pas le nombre de personnes apatrides parmi la communauté turkmène au Liban aujourd’hui, mais au vu de la complexité et de la longueur des procédures administratives libanaises afin d’obtenir la nationalité libanaise, il est plus que probable que ces personnes se tourneront vers la nationalité turque.

##### Les Kurdes et autres populations musulmanes réfugiées d’Anatolie
Plusieurs vagues de populations ont fui l’Anatolie dans les années 1910 et 1920, vers la Syrie ou le Liban, qui était vu comme une terre d’accueil. C’est le cas des Arméniens et des Assyriens qui ont fui les génocides commis les autorités ottomanes (génocide arménien et Sayfo), et qui ont bénéficié de l’article 13 du décret no 8837 du 15 janvier 1932, qui dispose que « Les réfugiés des territoires turcs tels que les Arméniens, les Syriaques, les Chaldéens et les membres des églises grecques catholiques et orthodoxes, ou d'autres personnes qui sont d'origine turque, seront comptés comme Libanais à condition qu'ils aient été trouvés sur les territoires libanais le 30 août 1924 selon le Règlement 2825 ».
Cependant, les réfugiés et migrants de confession musulmane se sont vu refuser le droit d’être comptabilisés comme citoyens libanais lors du recensement de 1932, selon le même décret no 8837. C’est le cas des Kurdes d’Anatolie, principalement originaires des régions de Mardin et Tur Abdin, qui ont fui les conséquences de la Première Guerre mondiale, les conditions économiques dégradées ou les discriminations et persécutions de la jeune République turque. Alors que les Kurdes étaient très peu nombreux à Beyrouth en 1927 (300), leur nombre a connu une brusque augmentation : 1 500 en 1936 et 7 000 en 1944.
Les Kurdes arrivés au Liban à cette époque ne forment pas une communauté homogène. On distingue les locuteurs du kurmanji, qui représente un tiers des individus, et les « Kurdes arabes ». Ces derniers ne parlent pas un dialecte kurde mais un dialecte arabe, ils sont originaires d’une zone de peuplement kurde (la région de Mardin et Tur Abdin), et ont eux-mêmes du mal à définir leur identité. Ils se donnent le nom de « Merdallis » ou de « Muhallamis ». Hourani montre que ces populations se déclarent parfois arabes, parfois kurdes, mais que c’est sous cette seconde appellation qu’ils ont été catégorisés et comptabilisés par l’État libanais. C’est ce deuxième groupe qui est le plus nombreux au Liban, la proximité de la langue arabe permettant une intégration plus facile et les destinant donc davantage vers le pays du Cèdre. Le rapport du Center for Middle Eastern Strategic Studies (Ortadogu Stratejik Arastirmalar Merkezi, ORSAM) utilise la dénomination de « Mardinites » pour englober les populations originaires de la région de Mardin. On peut traduire ce terme par « Mardiniyines » en français.
Bien que quelques Kurdes aient obtenu des cartes de résidence provisoire par le biais du leader nationaliste kurde Kamuran Bedir Khan, résidant alors à Beyrouth, une majorité de la communauté n’a tout simplement pas formulé de demande pour obtenir la nationalité libanaise, et seule une minorité l’a obtenue. La majorité des Kurdes ont été enregistrés comme des étrangers à la « nationalité indéterminée », et s’est vu octroyer le statut « En cours d’étude » en 1962.
Une deuxième vague de réfugiés kurdes syriens est arrivée au Liban dans les années 1950 et 1960, particulièrement après le recensement effectué par la République syrienne en 1962 dans le gouvernorat de Hassaké. Entre 120 000 et 150 000 Kurdes syriens se sont vus retirés leur nationalité syrienne par le régime de Damas, les privant de leurs droits fondamentaux, ce qui a poussé 50 000 d’entre eux à se réfugiés au Liban.
Les Kurdes apatrides ont été encouragés à obtenir une carte « En cours d’étude » au Liban. Selon Jamil Meho, au milieu des années 1990, avant le décret de naturalisation de 1994, moins de 20 % des Kurdes libanais détenaient une nationalité. Environ 10 % ne possédaient aucune forme de documentation d’identité ou été enregistrés comme syriens ou palestiniens, tandis que plus de 70 % des kurdes libanais détenaient des cartes « En cours d’étude ».
Une poignée d’entre eux avait obtenu la nationalité libanaise lorsque Kamal Joumblatt, dont la famille a des origines kurdes, était ministre de l’Intérieur, entre 1961 et 1964, puis entre 1969 et 1970. Ainsi, 4500 Mardinites ont reçu la nationalité libanaise en 1956.
Plusieurs milliers de kurdes libanais ont été naturalisés par le décret de 1994, mais leur nombre exact est impossible à connaître. Selon Hourani, 32 500 personnes parmi celles qui ont été naturalisées en 1994 portaient des cartes « En cours d’étude », le statut qui correspondaient à la grande majorité des Kurdes au Liban. Mais puisque ces derniers n’étaient pas constitués ni catégorisés comme une communauté à part entière, il est impossible de connaître précisément le nombre de kurdes naturalisés par le décret no 5247. Brooke Anderson avance le nombre de 10 000 Kurdes naturalisés en 1994, tandis que d’autres estimations parlent de 25 000 Kurdes naturalisés libanais depuis les années 1950. Le rapport d’ORSAM va jusqu’à avancer le nombre, qui semble surestimé, de 157 000 Mardinites nationalisés libanais.
Les estimations du nombre de Kurdes au Liban se situent au centre d’intérêts des différents acteurs politiques au Liban, et peuvent ainsi considérablement varier. Jamil Meho considérait qu’ils étaient 70 000 au Liban en 1975, voire presque 100 000 en 1977, tandis que différents journaux libanais donnaient un chiffre compris entre 15 000 et 35 000 dans les années 1990, une majorité de la population ayant fui la guerre civile libanaise. L’UNHCR donnait le nombre de 25 000 Kurdes en 2008. Il y aurait plus de 200 000, peut-être plus de 300 000, Kurdes apatrides, répartis entre la Syrie et le Liban, selon un rapport de l’UNHCR de 2010.

#### Apatridie et tracé des frontières au Liban
Tarbikha, Saliha (en), Malkiyeh (en), Nabi Yusha (en), Qadas (en), Hunin, et Abil al-Qamh (en) étaient sept villages (en), majoritairement peuplés de musulmans chiites, situés au sud de la « Ligne bleue », tracée par l’ONU après le retrait des troupes israéliennes du Sud-Liban en mai 2000. Ces sept villages font partie d’un ensemble plus large de 24 autres villages, dont 12 étaient majoritairement sunnites, trois majoritairement chrétiens, un comprenant des sunnites et des grecs catholiques, et deux villages majoritairement juifs.
À la suite du découpage du Proche-Orient arabe au lendemain de Première Guerre mondiale (accords Sykes-Picot de 1916), la France et le Royaume-Uni se sont partagé la région en zones d’influence, placées sous mandats de la Société des Nations. La Syrie et le Liban ont été placés sous mandat français, et la Palestine a été placée sous mandat britannique. Cependant, la frontière entre ces nouvelles entités territoriales n’a pas été précisément délimitée au lendemain de la guerre. Un premier accord, signé en décembre 1920 entre la France et la Grande-Bretagne, situe ces 24 villages au sein du territoire du Grand-Liban.
La population de ces 24 villages, et notamment la population chiite, a été comptabilisée par les autorités françaises lors du recensement de mars 1921, et a obtenu la nationalité libanaise ainsi que des cartes d’identité libanaise. Aucun de ces sept villages chiites n’est mentionné dans le recensement effectué par les autorités britanniques en Palestine en 1922.
La frontière entre la Palestine mandataire et l’Etat du Grand Liban a définitivement été fixée lors de la signature de l’accord Paulet-Newcombe de mars 1923. Les 24 villages, qui avaient été placés sur le territoire du Grand-Liban en 1920, sont cette fois considérés comme appartenant au territoire de la Palestine mandataire. Les résidents de ces villages ont conservé leur nationalité libanaise jusqu’en 1926, date à laquelle ils l’ont perdue pour obtenir la nationalité palestinienne comme résidents du mandat britannique (en).
Lors de la première guerre israélo-arabe de 1948, les résidents des sept villages chiites ont été contraints à l’exil, et une majorité s’est réfugiée au Sud-Liban. Ces habitants ont été comptabilisés comme réfugiés palestiniens lors de leur accueil au Liban, et ont donc été empêchés d’acquérir la nationalité libanaise, malgré leurs revendications, tout au long des années 1950 et 1960. L’État libanais craignait alors que ces réfugiés ne s’installent définitivement sur son territoire, faisant peser un risque sur l’équilibre confessionnel du pays, et garantissait leur « droit au retour » sur leurs terres de Palestine. Certains des anciens habitants des sept villages se sont cependant enregistrés auprès de l’UNRWA afin d’obtenir de l’aide de la part de cette organisation onusienne.
Le débat sur la naturalisation des anciens habitants des sept villages et de leurs descendants s’est poursuivi pendant la guerre civile libanaise. La majorité de ces personnes étant chiites, le projet de naturalisation a été portée par des formations politiques et des milices chiites, comme le Mouvement Amal lors de la Conférence de Lausanne, qui se tient du 12 au 20 mars 1984.
Finalement, le décret de naturalisation de 1994 a accordé la nationalité libanaise à 35 000 Palestiniens (jusqu'à 60 000 selon certaines estimations), parmi lesquels se trouvaient une majorité des habitants des sept villages et de leurs descendants, notamment en raison de l’attachement historique de ces villages au Grand Liban. Les anciens habitants des sept villages et leurs descendants représentent environ 15 % des personnes qui ont été naturalisés grâce au décret de 1994. Selon certaines estimations, une dizaine de milliers de Palestiniens originaires des sept villages chiites et leurs descendants ont été naturalisés par ce décret. Leur nombre exact serait de 25 071 selon Guita Hourani.

### Un phénomène toujours d’actualité
À Tripoli, et plus particulièrement dans les familles sunnites, le non-enregistrement des mariages (souvent relié à d’autres phénomènes comme le mariage forcé d’enfants, les divorces et mariages successifs, ou encore la polygamie), a été identifié comme une des causes principales du non-enregistrement des naissances. Ainsi, de nombreux mariages sunnites sont célébrés devant le sheikh, mais ne sont pas enregistrés officiellement devant un tribunal islamique sunnite ni à l’office du statut personnel. Sans preuve officielle de leur mariage, l’enregistrement des enfants nés de ce mariage devient impossible, les rendant de fait apatrides.
Les femmes libanaises, à l’exception de très rares situations qui ne sont jamais mises en pratique par les autorités libanaises, n’ont pas le droit de transmettre leur nationalité à leurs enfants. Lorsqu’elles sont mariées à un homme non libanais, étranger ou apatride, les enfants nés de ces mariages ne peuvent acquérir la nationalité libanaise. Ce facteur est l’un des nombreux phénomènes qui tend à rendre certains enfants apatrides au Liban.
Une étude de Fahima Charafeddine de 2009 estime que 18 000 mariages ont été contractés entre des femmes libanaises et des hommes non libanais entre 1995 et 2008. Environ 40 000 enfants sont nés de ces mariages, et sont donc exposés à un risque important d’apatridie. Si ce rapport ne mentionne pas spécifiquement les mariages contractés entre des femmes libanaises et des hommes apatrides, il donne un ordre de grandeur du problème créé par l’inégalité et les discriminations basées sur le genre dans la loi sur la nationalité de 1925. Il met en lumière que le refus d’accorder ce droit aux mères libanaises font de leurs enfants des étrangers dans leur propre pays. Environ 77 000 personnes (époux et enfants inclus) seraient directement et négativement affectés par ces discriminations contenues dans la loi de 1925.
Bien qu’un enfant né d’un père libanais soit normalement et automatiquement reconnu comme libanais, indépendamment de son lieu de naissance, pour que la nationalité libanaise de cet enfant soit reconnue, s’il est né en dehors du territoire libanais, sa naissance doit être enregistrée dans une ambassade libanaise. Cela ajoute des barrières administratives et formelles, et créé donc un risque supplémentaire d’apatridie.
La déchéance de nationalité est autorisée dans la législation libanaise, et encadrée par l’article 8 de l’arrêté 15/S du 19 janvier 1925, qui en définit les conditions. Il en fait une prérogative du chef de l’État, qui « peut déchoir un individu de sa nationalité libanaise qu’il s’était vu octroyer par décret s’il a acquis une autre nationalité par la suite, s’il est condamné pour « crime contre la sûreté de l’État » ou s’il est « membre d’une association ayant comploté ou attenté à la sûreté de l’État ». Il peut également révoquer la nationalité libanaise à un Libanais acceptant au Liban une fonction confiée par un gouvernement étranger sans autorisation préalable du gouvernement libanais ».
Deux décrets de 2011, signés par le président de la République Michel Sleiman, ont privé de leur nationalité libanaise plusieurs dizaines d’individus. Ces personnes étaient registrées comme réfugiés palestiniens auprès de l’UNRWA, ou étaient de nationalité connue (Syriens, Égyptiens, Iraniens, Turcs, Arméniens), alors que le décret de 1994 prévoyait d’accorder la nationalité libanaise uniquement à des personnes dont la nationalité était indéterminée.

### Tentatives de réformes
La création du statut « En cours d’étude » par les services de la Sécurité Générale au début des années 1960 peut être vu comme une tentative de règlement de la question de l’apatridie au Liban. Cependant, à cause de la complexité de ce statut, et de son délaissement qui a laissé des milliers de personnes sans amélioration de leur statut pendant des dizaines d’années, cette tentative de réforme a en réalité rendue plus complexe la situation de l’apatridie au Liban.
Le décret de naturalisation de 1994 est également une tentative de naturaliser plusieurs dizaines de milliers de personnes apatrides. Cependant, cette naturalisation « de masse » a largement été instrumentalisée à des fins politiques et électorales, en prévision des élections législatives libanaises de 1996 (en), elle a octroyé la nationalité libanaise à des personnes qui possédaient déjà une nationalité (des Syriens notamment), et a maintenu apatrides des milliers d’autres. Ce décret a été opposé par la Ligue maronite, devant la Cour de cassation, et les suites de cette affaire ont continué à complexifier le statut des apatrides libanais.
« My nationality is a right for my family and for me » est une campagne régionale lancée en 1999 par le Collective for Research & Training on Development – Action. Elle vise à mobiliser l’opinion publique dans plusieurs pays arabes, et notamment au Liban, quant à l’inégalité juridique frappant les femmes dans certains pays, notamment leur interdiction de passer leur nationalité à leurs enfants.
En 2009, le tribunal de première instance du Mont Liban a validé la naturalisation de l’enfant d’une femme libanaise. Celle-ci était mariée à un Égyptien qui était décédé sans avoir enregistré la naissance de l’enfant. Le tribunal n’a pas reconnu le droit des femmes libanaises à passer leur nationalité à leurs enfants, cependant il a fait appel à plusieurs arguments allant dans ce sens : « The Lebanese woman is a partner to man in citizenship, obligations and rights, and has therefore the right to give her nationality to her children if she marries a foreigner, strengthening thereby the children's attachment to their mother country, securing the unity of the family's citizenship, facilitating the belonging of the family and its living together in the country ».
Les enfants apatrides présentent un niveau d’éducation bien moins élevé que les enfants qui détiennent la citoyenneté libanaise, et ce notamment en raison de leur impossibilité de se présenter à des examens officiels, puisqu’ils ne possèdent pas de documents d’identité. Ainsi, nombreux sont ceux qui quittent l’école avant la 9e année, qui correspond à l’examen du Brevet. En 2014, le ministère de l’Éducation libanais a proclamé le droit des enfants apatrides à se présenter à cet examen, en présentant une carte ta’arif du Mukhtar et une autorisation de la part du ministère de l’Éducation. Cependant, le rapport de MARCH montre que de nombreuses familles apatrides, et même des Mukhtars, ne sont pas informés de cette mesure, ce qui ne les incite pas à envoyer les enfants apatrides à l’école.

### Engagements internationaux du Liban
Le Liban est signataire de plusieurs conventions et engagements internationaux concernant l'apatridie.
Le Liban est signataire de la Déclaration universelle des droits de l'homme de 1948. Ce texte affirme dans son article 15 que « Tout individu a droit à une nationalité. Nul ne peut être arbitrairement privé de sa nationalité ni se voir refuser le droit de changer de nationalité ».
Le Liban n’a ni signé ni ratifié la Convention de New York relative au statut des apatrides des Nations unies de 1954. Ce texte donne pourtant une définition internationale de l’apatridie et proclame les droits fondamentaux qui sont ceux des apatrides.
Le Liban n’a pas non plus ni signé ni ratifié la Convention de New York sur la réduction des cas d'apatridie des Nations unies, datant de 1961.
Le Liban n’a pas signé ni ratifié la Convention sur la nationalité des femmes mariées (en) de 1957, qui protège les femmes de l’apatridie en cas de changement de leur statut marital.
Le Liban a signé et ratifié le Pacte international relatif aux droits civils et politiques de 1966, dont l’article 24 affirme que « Tout enfant doit être enregistré immédiatement après sa naissance et doit avoir un nom. Tout enfant a le droit d’acquérir une nationalité ».
Le Liban a signé la Convention sur l'élimination de toutes les formes de discrimination à l'égard des femmes de 1979, cependant il n’a pas ratifié ses articles 9, sur la transmission de la nationalité, et 16 (c, d, f et g) concernant l’élimination de la discrimination à l’encontre des femmes pendant le mariage et le divorce.
Le Liban a signé et ratifié la Convention relative aux droits de l'enfant des Nations unies de 1989. Son article 7 affirme que « L’enfant est enregistré immédiatement après sa naissance et a le droit dès sa naissance à un nom, le droit d’acquérir une nationalité et, dans la mesure du possible, le droit de connaître ses parents et d’être élevé par eux ».
Le Liban n’a ni signé ni ratifié la Convention relative aux droits des personnes handicapées des Nations unies de 2006, dont l’article 18 affirme que « Tout enfant né avec un handicap a droit à une nationalité ».
Le Liban a signé mais n’a pas ratifié le Pacte sur les droits de l'enfant en Islam (2005) de l’Organisation de la coopération islamique, dont l’article 7 incite les États signataires à faire des efforts pour réduire les cas d’apatridie.

## Apatridie dans un contexte migratoire

### Réfugiés palestiniens au Liban
À la suite de la création de l’État d’Israël, plus de 700 000 Palestiniens ont fui la première guerre israélo-arabe, et environ 130 000 se sont réfugiés au Liban entre 1948 et 1949. 25 % d’entre eux étaient des Chrétiens, majoritairement grecs catholiques et orthodoxes. Quelque 6500 d’entre eux ont obtenu la nationalité libanaise, peu de temps après leur arrivée, grâce à la loi sur la nationalité du 15 juin 1946 sur les personnes « d’origine libanaise ».
Le nombre de Palestiniens ayant obtenu la nationalité libanaise est inconnu, les estimations oscillent entre 3 000 et 50 000, principalement des Palestiniens chrétiens, d’origine arménienne ou membres de la bourgeoisie, y compris des musulmans. Le nombre de Palestiniens chrétiens naturalisés jusqu'en 1951 s'élève à 28 000, tandis que la majorité d'entre eux le sera sous la présidence de Camille Chamoun (1952-1958). Ce processus de naturalisation des Chrétiens palestiniens se poursuit pendant les années 1950 et 1960, pendant lesquelles environ 50 000 d'entre eux obtiennent la nationalité libanaise.
Le décret no 319 du 2 août 1962 considère les réfugiés palestiniens comme des « étrangers de catégorie spéciale » qui ne portent pas de documents d’identification délivrés par leur pays d’origine.
Malgré l’absence de statistiques claires et fiables, et bien que le gouvernement libanais l’ait réfuté, plusieurs médias libanais ont annoncé que jusqu’à 200 000 réfugiés palestiniens avaient été naturalisés libanais grâce au décret de 1994.
On distingue plusieurs catégories de réfugiés palestiniens au Liban : ceux qui ont été enregistrés à l’UNRWA au Liban ; ceux qui se sont vus accordés la nationalité libanaise par les autorités libanaises (notamment par le décret de 1994) ; ceux qui ont été enregistrés à l'UNRWA dans un autre pays que le Liban ; et ceux qui n’ont été enregistrés ni à l’UNRWA ni auprès des autorités libanaises, et qui n’ont donc aucun statut légal reconnu dans le pays.
Entre 3 000 et 5 000 réfugiés palestiniens, arrivés au Liban à partir des années 1960, n’ont été enregistrés ni auprès de l’UNRWA au Liban ni auprès des autorités libanaises.
L’État libanais refuse d’accorder la nationalité libanaise aux réfugiés palestiniens, par peur d’un déséquilibre dans la balance démographique et confessionnelle du pays (ils sont majoritairement musulmans sunnites), et pour leur garantir un droit au retour sur leurs terres en Palestine occupée (History_of_Palestinian_nationality#UNRWA protocole de Casablanca (en) de 1965). C’est pour la même raison, selon certains discours, que la loi sur la nationalité libanaise interdit aux femmes libanaises de la transmettre à leurs enfants. Cette loi permettrait de ne pas octroyer la nationalité libanaise aux enfants d’un père palestinien, même si on peut mettre en lumière qu’elle ait été votée en 1925, soit bien avant la Nakba. Cependant, il faut noter que les mariages entre des hommes palestiniens et des femmes d’une autre nationalité sont très rares au Liban (seuls 3700 foyers entrent dans cette catégorie selon un sondage de 2016).

### Réfugiés irakiens
À la suite de l’invasion américaine de 2003, plusieurs dizaines de milliers de réfugiés irakiens ont fui leur pays pour le Liban. En 2007, le Comité américain pour les réfugiés et les immigrants évaluait leur nombre entre 20 000 et 40 000, d’autres estimations en donnaient un nombre plus élevé.
Comme toute population forcée à l’exil, les réfugiés irakiens sont à risque d’apatridie : perte, vol ou destruction de leurs documents d’identité lors de leur fuite, incapacité à retourner dans leur pays, non-enregistrement de la naissance des enfants nés en dehors d’Irak, etc.
Avec l’éclatement de la deuxième guerre civile irakienne, et la rapide conquête territoriale de l’État islamique en Irak, de nombreuses populations chrétiennes persécutées ont trouvé refuge au Liban. Elles se sont ajoutées aux réfugiés irakiens déjà installés dans le pays du Cèdre, et sont également à risques d’apatridie.

### Crise des réfugiés syriens
Depuis le début de la guerre civile syrienne, le Liban est devenu l’une des principales destinations de refuge pour les populations fuyant le conflit. Au plus fort de la crise, le Liban a accueilli jusqu’à un million voire un million et demi de réfugiés syriens. La crise durant maintenant plus de dix ans, de nombreux enfants de parents réfugiés sont nés au Liban. Les réfugiés syriens au Liban ont une année pour enregistrer la naissance de leurs enfants au Liban, durée au-delà de laquelle les procédures d’enregistrement des naissances deviennent extrêmement compliquées et longues. Dès lors, ils sont à risque de devenir apatrides. Nombreux sont les parents syriens qui n’enregistrent pas la naissance de leurs enfants sur le sol libanais, par ignorance du système d’enregistrement du pays ou par peur de s’adresser aux autorités et de se voir renvoyer vers la Syrie. C’est encore plus compliqué pour les réfugiés syriens qui sont entrés au Liban de manière clandestine.
Comme dans la loi libanaise, seul le père peut donner la nationalité syrienne à ses enfants. Ainsi, les enfants nés d’une mère syrienne mais dont le père est absent, décédé ou lui-même apatride, sont à risque d’apatridie, puisque la mère ne peut passer sa nationalité. Au Liban, on estime que 20 % des foyers des réfugiés syriens sont dirigés par des femmes, où le père n’est pas présent.
Dans un sondage auprès de réfugiés syriens au Liban en janvier 2015, le Norwegian_Refugee_Council (en) (NRC) a évalué à 92 % le taux de réfugiés qui n’étaient pas en capacité d’enregistrer la naissance de leurs enfants. Seuls 23 % des réfugiés syriens de plus de 14 ans établis au Liban disposaient de documents d’identité , parce que leurs documents ont été perdus, détruits ou confisqués pendant la guerre en Syrie, ou au moment de leur fuite vers le Liban.
Plus de 80 % des enfants syriens âgés de moins de cinq ans vivant au Liban ne sont pas enregistrés dans les livrets de famille. Une autre étude du Norwegian Refugee Council (en) a montré que sur 1 706 réfugiés syriens qui s’étaient mariés au Liban, seuls 206 avaient obtenu un certificat de mariage, et ils étaient encore moins nombreux à avoir complètement enregistré leur mariage auprès du gouvernement Libanais.
Dans un sondage de 2014 réalisé par l’UNHCR, sur 5 779 nouveau-nés syriens au Liban, 70 % ne possédaient un certificat de naissance officiel. Il pourrait y avoir jusqu’à 50 000 enfants non enregistrés au Liban. En 2016, un officiel de l’UNHCR estimait qu’il y avait 100 000 nouveau-nés syriens qui risquaient de devenir apatrides au Liban.
Depuis 2011, le ministère de l’Intérieur libanais a facilité les procédures d’enregistrement des naissances des enfants syriens nés sur le sol libanais, en supprimant les procédures judiciaires devant un tribunal et la nécessité de réaliser des tests ADN comme preuves de filiation, mais les preuves de mariage restent obligatoires. Ces nouvelles procédures s’appliquent aux réfugiés syriens, aux PRS (réfugiés palestiniens de Syrie), mais pas aux enfants palestiniens dont l’âge est de plus d’un an.
En plus de la problématique du non-enregistrement des mariages des réfugiés syriens au Liban et des naissances des nouveau-nés, il faut prendre en compte les populations qui étaient déjà apatrides en Syrie avant le début de la guerre civile et qui ont fui au Liban. Selon l’UNHCR, environ 0,2 % des réfugiés syriens enregistrés au Liban sont apatrides, ce qui peut concerner des milliers de personnes, alors que ce pourcentage est certainement sous-estimé.
Environ 160 000 apatrides vivaient encore en Syrie à la fin 2015, parmi lesquels on trouvait de nombreux Kurdes. On les distingue en deux catégories : les « Ajanib » enregistrés comme étrangers, et les « Maktoumeen », non enregistrés dans le recensement de 1962 (décidé par le décret no 93, entré en vigueur le 5 octobre 1962), à la suite de leur déchéance de la nationalité syrienne,. Il n’y a pas de chiffres officiels ni même de sondages ou de recensements des réfugiés apatrides originaires de Syrie vivant au Liban, cependant plusieurs Kurdes apatrides syriens sont entrés en Irak, en Turquie ainsi qu’au Liban.
On trouve en Syrie, de la même manière qu’au Liban, des familles de « Maktoumeen », qui n’ont jamais été enregistrés en Syrie pendant des générations. Ces populations avaient échappé aux entreprises de recensements afin d’échapper au service militaire de l’époque, et leur apatridie s’est transmise de génération en génération.
On compte parmi les apatrides syriens des réfugiés palestiniens de Syrie (PRS) (dont certains ne sont enregistrés ni auprès de l’UNRWA ni de l’UNHCR), ne détenant aucune nationalité, ou des individus dont la naissance n’a jamais été enregistrée en Syrie, et qui ne possèdent donc aucun papier d’identité. Le nombre de PRS arrivés au Liban ces dernières années est évalué à 45 000, 52 000 voire 97 000 individus.
Les PRS ayant fui la Syrie et dont les enfants sont nés au Liban doivent enregistrer leur naissance auprès des bureaux de l’UNRWA en Syrie, ce qui peut s’avérer extrêmement compliqué et/ou dangereux pour eux, le risque de non-enregistrement de naissance est donc d’autant plus grand .

### Travailleurs étrangers et apatridie
Jusqu’en 2019-2020 (la crise économique et financière (en) sans précédent qui frappe le Liban depuis a fait partir nombre d’entre eux), le Liban accueillait jusqu’à 250 000 travailleurs domestiques étrangers, recrutés par le système de la Kafala. La plupart sont originaires d’Éthiopie, du sous-continent indien (Pakistan, Bangladesh) ou encore des Philippines. Ces travailleurs, majoritairement des femmes, se trouvent dans des situations particulièrement précaires et sont soumises à des violations systématiques de leurs droits humains. Elles se voient notamment confisquer leur passeport par leurs employeurs, qui peuvent les licencier et les renvoyer sans le leur rendre, ce qui pose un risque d’apatridie majeur.
Les enfants de ces travailleurs migrants, nés au Liban, sont également plus vulnérables au non-enregistrement de leur naissance, et donc plus à risque d’apatridie, bien qu’aucun chiffre quant à leur nombre ne soit disponible.

## Dans la culture
Dans son roman paru en 2015, Le Quartier américain, l’auteur libanais Jabbour Douaihy décrit une famille de Bédouins originaires de la plaine du Akkar, qui vivent dans la catégorie de « statut confidentiel » depuis 1932.
Une journée de l’enfant apatride est célébrée chaque 25 février au Liban depuis 2016, sur décision du ministère des Affaires sociale. Cette journée nationale vise à sensibiliser population et services de l’État aux problématiques liées à l’apatridie dans le pays.